# La giuria (film)
La giuria (Runaway Jury) è un film del 2003 diretto da Gary Fleder, adattamento cinematografico dell'omonimo romanzo di John Grisham.

## Trama
New Orleans. Un impiegato appena licenziato entra nel suo vecchio ufficio, sparando all'impazzata contro i presenti per poi suicidarsi. Due anni dopo, la moglie di una vittima fa causa alla società produttrice dell'arma usata per l'omicidio del marito. Il processo vede in ballo svariati milioni di dollari; tutto sta nel verdetto finale dei dodici giurati. A sostenere l'accusa vi è l'avvocato vecchio stile Wendell Rohr, mentre la difesa è coordinata dagli avvocati Durwood Cable e Rankin Fitch; quest'ultimo è anche un noto consulente per la composizione delle giurie nei processi, che non si fa scrupoli a corrompere o minacciare la giuria per vincere.
Tra i giurati viene scelto anche Nicholas Easter, commesso che fa di tutto per farsi escludere, ma il giudice gli impone di far parte della giuria. Sebbene l'ex marine Frank Herrera sembri la persona ideale come presidente di giuria, i persuasivi modi di Easter portano invece a scegliere il non vedente Herman Grimes. Fin dall'inizio Fitch ha diffidato di Easter, e i suoi sospetti vengono confermati quando Marlee, ragazza di Easter, lo contatta per offrirgli il verdetto in cambio di denaro (10 milioni di dollari). L'uomo chiede una conferma delle loro promesse, e quando la ottiene fa perquisire il loro appartamento, ma come risposta il prezzo sale da 10 milioni a 15.
Fitch paga il riscatto, ma al contempo scopre cosa si cela dietro tutto: Easter e Marlee sono rispettivamente compagno di scuola e sorella di una ragazza uccisa insieme ad altri in una sparatoria in una scuola, il cui processo intentato contro la casa produttrice delle armi fu perso poiché Fitch lo aveva manipolato. Dopo il processo, che vede la società produttrice dell'arma perdente e condannata ad un ingente risarcimento, Marlee ed Easter persuadono l'avvocato Fitch a ritirarsi definitivamente, pena la pubblicazione della ricevuta bancaria che dimostra il suo tentativo di corruzione della giuria.

## Riconoscimenti
- 2003 - Noir in festival
  - Premio del pubblico

## Incassi
A fronte dei 60000000 $ di budget, il film ha incassato 80000000 $ a livello globale.